# Mallada albofacialis
Mallada albofacialis is een insect uit de familie van de gaasvliegen (Chrysopidae), die tot de orde netvleugeligen (Neuroptera) behoort. 
Mallada albofacialis is voor het eerst wetenschappelijk beschreven door Winterton in 1995.